# Alakina Mann
Alakina Mann (Surrey, 1 de agosto de 1990) es una actriz británica, conocida por su papel de Anne en la película Los otros, aunque también participó en la película La joven de la perla como Cornelia Vermeer.

## Filmografía
- La joven de la perla (2003)
- Los Otros (2001)